# Biosfeerreservaat Bajkalski
Het Biosfeerreservaat Bajkalski of Zapovednik Bajkalski (Russisch: Байкальский государственный природный биосферный заповедник) is een strikt natuurreservaat, opgericht in 1969, aan de zuidoostkust van het Baikalmeer in de Russische autonome republiek Boerjatië. Het reservaat omvat het centrale deel van het bergmassief Chamar-Daban en zijn noordelijke uitlopers. Zapovednik Bajkalski heeft een oppervlakte van 1.657,24 km² en hier omheen bevindt zich sinds 1976 een bufferzone van in totaal 347,88 km². Het gebied is in 1986 per besluit van het Internationaal Coördinerend Comité aan de lijst van biosfeerreservaten toegevoegd onder het Mens- en Biosfeerprogramma (MAB) van UNESCO. Bovendien maakt het gebied sinds 1996 deel uit van de UNESCO-Werelderfgoedinschrijving «Baikalmeer». Ook de Zakaznik Kabanski en de Zakaznik Altatsjejski vallen respectievelijk sinds 1985 en 2011 onder jurisdictie van de Zapovednik Bajkalski. De Zakaznik Kabanski, gelegen in de monding van de Selenga, werd in 1994 bovendien tot Ramsargebied bestempeld, wat inhoudt dat het een watergebied van internationale betekenis is. Het hoofdkantoor van de zapovednik bevindt zich in de plaats Tanchoj.

## Geschiedenis
De eerste plannen voor een natuurreservaat ten zuiden van het Baikalmeer ontstonden in de jaren '50. De zapovednik werd opgericht op 26 september 1969 door de Russische SFSR nadat het bestuur van de Boerjatische ASSR op 31 december 1968 al een positief besluit hierover had genomen. Het reservaat werd opgezet als tweede van een serie van natuurgebieden rond het Baikalmeer in reactie opmerkingen van wetenschappers dat het Baikalgebied nog altijd niet goed was onderzocht. Het belangrijkste onderdeel van de zapovednik is een redelijk ongeschonden bos met Siberische den (Pinus sibirica). Oorspronkelijk waren er plannen om de zapovednik een oppervlakte te geven van 2.500 tot 3.000 km², maar de Sovjet-Unie, de bosbouw en het staatsbestuur voor planning waren hierop tegen, zodat het tegen 1973 uit 1.692,69 km² bestond. Dat jaar werd het echter nog wat ingekrompen na druk van de lokale bevolking die zijn vee er niet meer kon laten lopen, geen hooi meer kon halen en geen bessen meer kon plukken (een volksbezigheid in Rusland). Omdat de zapovednik eigenlijk rond de Chamar-Daban was opgezet, werden er plannen gemaakt om de naam van het reservaat naar 'Chamar-Dabanski' te veranderen, maar dit werd uiteindelijk losgelaten, mede omdat politiek gezien de naam 'Bajkalski' handiger was om het reservaat te beschermen tegen andere belangen. Pogingen van wetenschappers om met een uitgebreid rapport de sovjetautoriteiten ervan te overtuigen dat ook de zuidelijke uitlopers van de Chamar-Daban en een gebied ten zuiden beter konden worden opgenomen in de zapovednik liepen stuk.

## Flora en fauna
In het Biosfeerreservaat Bajkalski zijn 1.279 vaatplanten, 800 korstmossen en 200 schimmels vastgesteld, waaronder enkele planten die endemisch zijn of een relictvoorkomen hebben in het Chabar-Dabanmassief zoals Swertia baicalensis, Anemone altaica en Fritillaria dagana. Onder de in totaal 37 vastgestelde zoogdieren bevinden zich de bruine beer (Ursus arctos), sabelmarter (Martes zibellina), Siberische wezel (Mustela sibirica), Euraziatische lynx (Lynx lynx), Siberische wapiti (Cervus canadensis sibiricus), Siberisch ree (Capreolus pygargus), langstaartgrondeekhoorn (Spermophilus undulatus) en gewone vliegende eekhoorn (Pteromys volans). Ook zijn er 260 vogelsoorten in Zapovednik Bajkalski vastgesteld, waaronder het hazelhoen (Tetrastes bonasia), auerhoen (Tetrao urogallus), korhoen (Lyrurus tetrix), alpensneeuwhoen (Lagopus muta), Aziatische wespendief (Pernis ptilorhynchus), grote trap (Otis tarda), jufferkraanvogel (Anthropoides virgo), sperweruil (Surnia ulula), Naumanns lijster (Turdus naumanni) en haakbek (Pinicola enucleator). Zakaznik Kabanski is tevens benoemd tot Important Bird Area (IBA), wat betekent dat het een gebied van internationaal belang is voor vogels. Hier zijn bijvoorbeeld de zeearend (Haliaeetus albicilla) en Aziatische grijze snip (Limnodromus semipalmatus) te vinden; soorten die op de Russische rode lijst van bedreigde vogels staan.

## Trivia
- Direct ten noorden van de zapovednik, langs de oever van het Baikalmeer, lopen de Trans-Siberische spoorlijn en de hoofdweg tussen Irkoetsk en Oelan-Oede.